# Międzynarodowy Konkurs Skrzypcowy im. Henryka Wieniawskiego
Międzynarodowy Konkurs Skrzypcowy imienia Henryka Wieniawskiego – konkurs muzyczny dla skrzypków do 30. roku życia odbywający się co pięć lat w Poznaniu, oddający hołd polskiemu wirtuozowi i kompozytorowi Henrykowi Wieniawskiemu (1835–1880).

## Charakterystyka konkursu
Jest to najstarszy konkurs skrzypcowy na świecie. Po raz pierwszy odbył się w 1935 roku w Warszawie. Inicjatorem międzynarodowych spotkań młodych skrzypków był bratanek Henryka, Adam Wieniawski, a organizatorem Warszawskie Towarzystwo Muzyczne. Jego celem było propagowanie muzyki kompozytora oraz zapewnienie promocji wybitnym skrzypkom. Kolejne edycje miały się odbywać co pięć lat, jednak plany przerwała II wojna światowa. Drugi konkurs zorganizowany został po 17 latach, w 1952 roku w Poznaniu. Od tej chwili konkurs odbywa się zazwyczaj co pięć lat w Auli UAM, a organizatorem jest poznańskie Towarzystwo Muzyczne im. Henryka Wieniawskiego. W 2021 roku pandemia spowodowała, że konkurs odbył się po 6-letniej przerwie w 2022 roku.
Międzynarodowy Konkurs Skrzypcowy im. Henryka Wieniawskiego jest również najstarszym europejskim konkursem skrzypcowym oraz członkiem i współzałożycielem Światowej Federacji Międzynarodowych Konkursów Muzycznych z siedzibą w Genewie.
Od 1957 roku konkursowi skrzypcowemu towarzyszy Międzynarodowy Konkurs Lutniczy im. Henryka Wieniawskiego.
W jury konkursu zasiadali m.in. Yehudi Menuhin (1996), Louis Persinger (1957 i 1962), Shlomo Mintz (2001), Neville Marriner (2006), Ida Haendel (2006), a także Irena Dubiska, Grażyna Bacewicz, Konstanty Andrzej Kulka, Igor Ojstrach i Henryk Szeryng, Maksim Wiengierow (2011 i 2016).

## Laureaci
| Lista laureatów i wyróżnionych |      |                                 |                                      |                                                  |                                                              |                                     |                                  |                                                                                             |
| Edycja                         | Rok  | I miejsce                       | II miejsce                           | III miejsce                                      | IV miejsce                                                   | V miejsce                           | VI miejsce                       | Wyróżnieni lub następne miejsca                                                             |
| I                              | 1935 | Ginette Neveu                   | Dawid Ojstrach                       | Henri Temianka                                   | Boris Goldsztejn                                             | Ljerko Spiller                      | Mary Luisa Sardo                 | VII. Ida Haendel VIII. Hubert Anton IX. Bronisław Gimpel                                    |
| II                             | 1952 | Igor Ojstrach                   | Julian Sitkowiecki Wanda Wiłkomirska | Marine Jaszwili Olga Parchomienko Blanche Tarjus | Igor Iwanow Emil Kamilarow Henryk Palulis Edward Statkiewicz | Csaba Bókay                         | Nie przyznano                    | Kalman Banyák Marta Hidy Ladislav Jásek Homi Kanga                                          |
| III                            | 1957 | Roza Fajn                       | Sidney Harth                         | Mark Komissarow                                  | Augustin Leon-Ara                                            | Ayla Erduran                        | Władimir Malinin                 | Daphne Godson Dora Iwanowa Jean Leber Zenon Płoszaj Jiří Šumpík                             |
| IV                             | 1962 | Charles Treger                  | Oleg Krysa                           | Krzysztof Jakowicz                               | Izabella Petrosjan                                           | Priscilla A. Ambrose Mirosław Rusin | Tomasz Michalak                  | Aleksander Arenkow Antoine Goulard Jadwiga Kaliszewska Andrzej Siwy Evelio A. Tieles        |
| V                              | 1967 | Piotr Janowski                  | Michaił Biezwierchny                 | Kaja Danczowska                                  | Eduard Tetewosjan                                            | Anatolij Mielnikow                  | Michał Grabarczyk Minczo Minczew | Małgorzata Błażejewska Maria Brylanka Ginka Giczkowa                                        |
| VI                             | 1972 | Tatiana Grindienko              | Shizuka Ishikawa                     | Barbara Górzyńska                                | Nie przyznano                                                | Graczija Arutunian Tadeusz Gadzina  | Stefan Czermak                   | VII. Edward Zbigniew Zienkowski Machie Oguri Magda Sarbu Stefan Stałanowski                 |
| VII                            | 1977 | Wadim Brodski                   | Piotr Milewski Michaił Wajman        | Zachar Bron Peter Zazofsky                       | Charles A. Linale                                            | Hiro Kurosaki Anna Aleksandra Wódka | Kazuhiko Sawa                    | Asa Konishi Keiko Mizuno                                                                    |
| VIII                           | 1981 | Keiko Urushihara                | Elisa Kawaguti                       | Aureli Błaszczok                                 | Seiji Kageyama                                               | Iwao Furusawa                       | Megumi Shimane                   | Lenuța Atanasiu-Ciulei Bartosz Bryła Magdalena Suchecka Lothar Strauss                      |
| IX                             | 1986 | Jewgienij Buszkow               | Nie przyznano                        | Robert Kabara Nobu Wakabayashi                   | Wiktor Kuzniecow                                             | Alexander Romanul                   | Hiroko Suzuki                    | Oleg Pochanowski Patricia Shih Dorota Siuda Lothar Strauss                                  |
| X                              | 1991 | Bartłomiej Nizioł Piotr Pławner | Chie Abiko                           | Reiko Shiraishi                                  | Monika Jarecka                                               | Tomoko Yoshimura                    | Nie przyznano                    | Erika Dobosiewicz Sebastian Gugała Eijin Nimura Roland Orlik Ewa Pyrek Jarosław Żołnierczyk |
| XI                             | 1996 | Nie przyznano                   | Reiko Otani                          | Akiko Tanaka                                     | Łukasz Błaszczyk Asuka Sezaki                                | Anna Reszniak                       | Maria Małgorzata Nowak           | Karina Buschinger Erika Dobosiewicz Andrzej Hop Chiyoko Noguchi Elina Vähälä                |
| XII                            | 2001 | Alena Bajewa                    | Han Soo-jin Roman Simović            | Gaik Kazazian Bracha Malkin Hiroko Takahashi     | Mayuko Kamio                                                 | Jarosław Nadrzycki                  | Alexandra Wood                   | Nicolas Dautricourt Jakub Haufa Mariusz Morys                                               |
| XIII                           | 2006 | Agata Szymczewska               | Airi Suzuki                          | Anna Maria Staśkiewicz                           | Lew Sołodownikow                                             | Maria Machowska Jarosław Nadrzycki  | Wojciech Pławner                 | Simeon Klimaszewski                                                                         |
| XIV                            | 2011 | Yoon So-young                   | Miki Kobayashi                       | Stefan Tarara                                    | Nie przyznano                                                | Nie przyznano                       | Nie przyznano                    | Erzhan Kulibajew Ajlen Priczin Arata Yumi                                                   |
| XV                             | 2016 | Weriko Czumburidze              | Kim Bom-sori Seiji Okamoto           | Nie przyznano                                    | Luke Hsu                                                     | Richard Lin                         | Maria Włoszczowska               | VII. Ryosuke Suho                                                                           |
| XVI                            | 2022 | Hina Maeda                      | Meruert Karmenowa                    | Weng Qingzhu                                     | Nie przyznano                                                | Nie przyznano                       | Nie przyznano                    | Hana Chang Jane Hyeonjin Dayoon You                                                         |